# Bosiljevo (żupania karlowacka)
Bosiljevo (dawniej Popovci Bosiljevo) – wieś w Chorwacji, w żupanii karlowackiej, siedziba gminy Bosiljevo. W 2011 roku liczyła 63 mieszkańców.

## Charakterystyka
Bosiljevo jest położone 27 km na południowy zachód od Karlovaca, na wysokości 190 m n.p.m. Leży przy skrzyżowaniu autostrad A1 (Zagrzeb – Split – Ploče) i A6 (Rijeka – Zagrzeb). Miejscowa gospodarka oparta jest na rolnictwie.

## Historia
Pierwsza wzmianka o Bosiljevie pochodzi z 1334 roku. Od XIV do XVII wieku był własnością rodu Frankapanich, a następnie należał do Erdődych i Auerspergów. W XVI wieku miały miejsce najazdy osmańskie.